# Kim Min-Jong
Kim Min-Jong (Seúl, 1 de septiembre de 2000) es un deportista surcoreano que compite en judo.
Participó en dos Juegos Olímpicos de verano en los años 2020 y 2024, obteniendo dos medallas en París 2024, plata en +100 kg y bronce en el equipo mixto. En los Juegos Asiáticos de 2022 consiguió una medalla de bronce.
Ganó cuatro medallas en el Campeonato Mundial de Judo entre los años 2019 y 2025, y cuatro medallas en el Campeonato Asiático de Judo entre los años 2019 y 2025.

## Palmarés internacional
| Juegos Olímpicos    | Juegos Olímpicos     | Juegos Olímpicos  | Juegos Olímpicos |
| Año                 | Lugar                | Medalla           | Categoría        |
| ------------------- | -------------------- | ----------------- | ---------------- |
| 2024                | París (Francia)      | Medalla de plata  | +100 kg          |
| 2024                | París (Francia)      | Medalla de bronce | Equipo mixto     |
| Campeonato Mundial  |                      |                   |                  |
| Año                 | Lugar                | Medalla           | Categoría        |
| 2019                | Tokio (Japón)        | Medalla de bronce | +100 kg          |
| 2022                | Taskent (Uzbekistán) | Medalla de bronce | +100 kg          |
| 2024                | Abu Dabi (EAU)       | Medalla de oro    | +100 kg          |
| 2025                | Budapest (Hungría)   | Medalla de bronce | +100 kg          |
| Juegos Asiáticos    |                      |                   |                  |
| Año                 | Lugar                | Medalla           | Categoría        |
| 2022                | Hangzhou (China)     | Medalla de bronce | +100 kg          |
| Campeonato Asiático |                      |                   |                  |
| Año                 | Lugar                | Medalla           | Categoría        |
| 2019                | Fujairah (EAU)       | Medalla de bronce | +100 kg          |
| 2021                | Biskek (Kirguistán)  | Medalla de plata  | +100 kg          |
| 2024                | Hong Kong (China)    | Medalla de plata  | +100 kg          |
| 2025                | Bangkok (Tailandia)  | Medalla de bronce | +100 kg          |